# Sainte-Croix-de-Caderle
Sainte-Croix-de-Caderle är en kommun i departementet Gard i regionen Occitanien i södra Frankrike. Kommunen ligger i kantonen Lasalle som tillhör arrondissementet Le Vigan. År 2022 hade Sainte-Croix-de-Caderle 103 invånare.

## Befolkningsutveckling
Antalet invånare i kommunen Sainte-Croix-de-Caderle
Referens:INSEE